# 三角寺
三角寺（さんかくじ）は愛媛県四国中央市金田町三角寺75にある高野山真言宗の寺院。由霊山（ゆれいざん）、慈尊院（じそんいん）と号す。本尊は十一面観世音。四国八十八箇所第六十五番札所。
- 本尊真言：おん まか きゃろにきゃ そわか
- ご詠歌：おそろしや三つの角にもいるならば　心をまろく慈悲を念ぜよ

## 概要

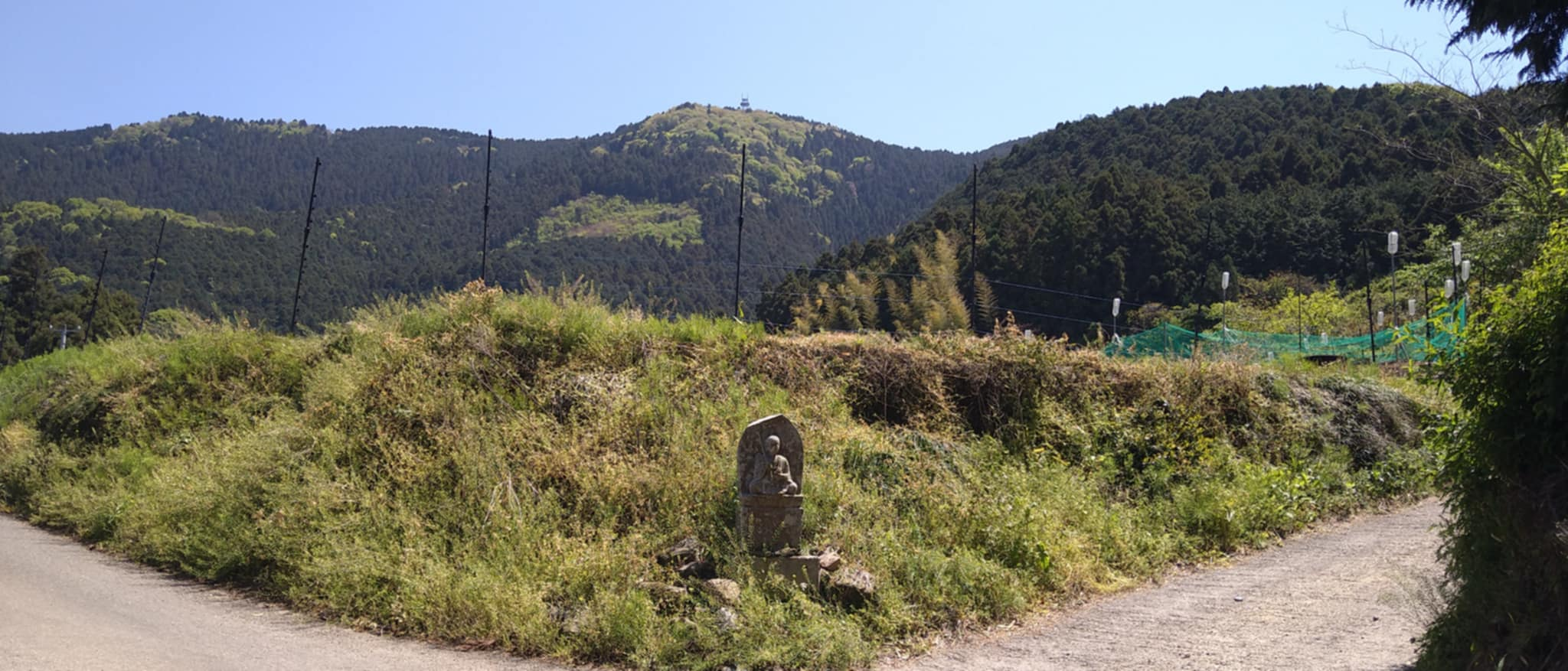
境内の背後に聳える平石山と龍王山（右手前）

龍王山（標高465 m）の中腹、標高355 m辺りにあり、かつてはかなり厳しい山道を登らねばならぬ難所寺であった。さらに大師像の参拝には、背後の法皇山脈のピークの平石山（標高825 m）の東尾根の地蔵峠（標高765 m）を越えて行かねばならなかった。現在でも、段差の大きい73段の石段を息を切らして上り、仁王門をくぐって審判を受ける伊予の関所寺（別の寺が関所寺という説もあり）で伊予国の最後の札所である。

## 歴史
寺伝によれば天平年間（730年 – 749年）に聖武天皇の勅願により行基が弥勒浄土を具現化しようと開基したとされる。その後、弘仁6年（815年）空海（弘法大師）が来訪した際に十一面観音を刻んで本尊とし、さらに、不動明王を刻んで三角形の護摩壇を築き21日間「降伏護摩の秘法」を施したとされる。この降伏護摩は、この地に棲む悪い龍に対し空海が農民のために水を提供するように約束させたもので、この護摩壇の跡が境内にある三角の池（みすみのいけ）の中の島として現存し、寺院名の由来とされる。また、嵯峨天皇が本尊を深く信仰し、寺領300町歩を下賜し、堂塔を建造したとされ、往時は12坊を持ち、七堂伽藍を備えていたという。
天正9年（1581年）の長宗我部元親軍の兵火で本尊以外は焼失したが、寂本の『四国遍礼霊場記（1689年）』には、単層の本堂、弥勒堂、鎮守堂、庫裡が描かれていて復興している。現在の本堂は嘉永2年（1849年）に再建されたもので二層。昭和46年には基礎部分の木造をコンクリートに変更し修復した。

## 本尊と大師像
- 本尊・十一面観音は、子安観音として厄除観音としても信仰されている。以下の習わしがあった。それは、妊婦が寺の庫裡にある杓子（しゃもじ）をひそかに持出し、出産の際に床下へ置くと安産になるという。寺では妊婦が杓子を持ち帰るのを見てみぬふりをし、妊婦は安産の後は新しい杓子を持ってお礼まいりにくるという。また、子宝に恵まれない女性は裏の入口で杓子をもらい、自宅に持ち帰り使用して子授けを祈願するというものである。

現在は、納経所に本人が申し出ると杓子を授けてもらえる。また、腹帯も扱っている。
- 大師像が元禄時代に当寺に新造されるまで、大師像の参拝は、山を越えた仙龍寺に行っていた。その後も仙龍寺に参拝する者は絶えず、近年まで隆盛は続いたと言われている。なお、現在の大師堂は、中心に弥勒如来（空海が本尊を十一面観音とする以前は弥勒如来が本尊だったとされている）、向かって右側に大師像が祀られている。その弥勒如来坐像と大師像は2014年に初めて開帳された。

## 境内

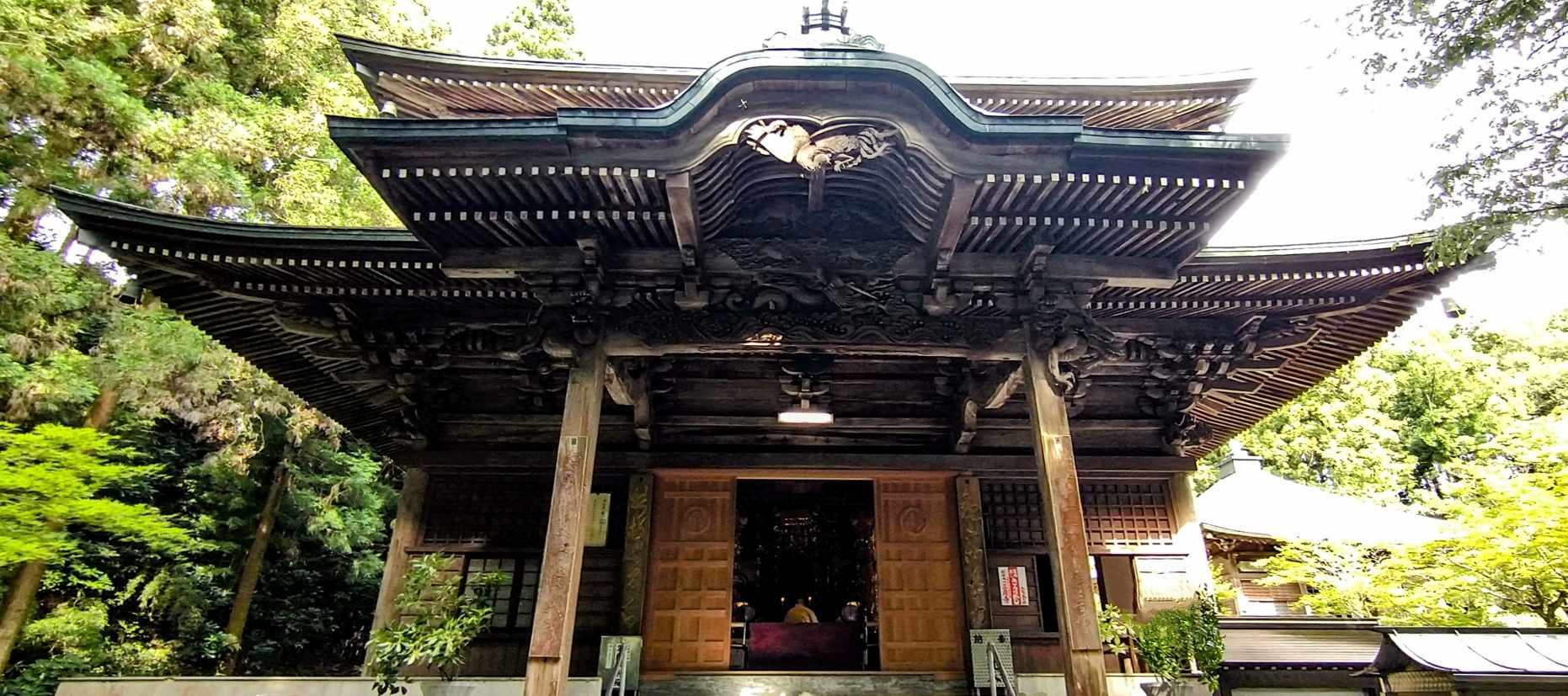
本堂

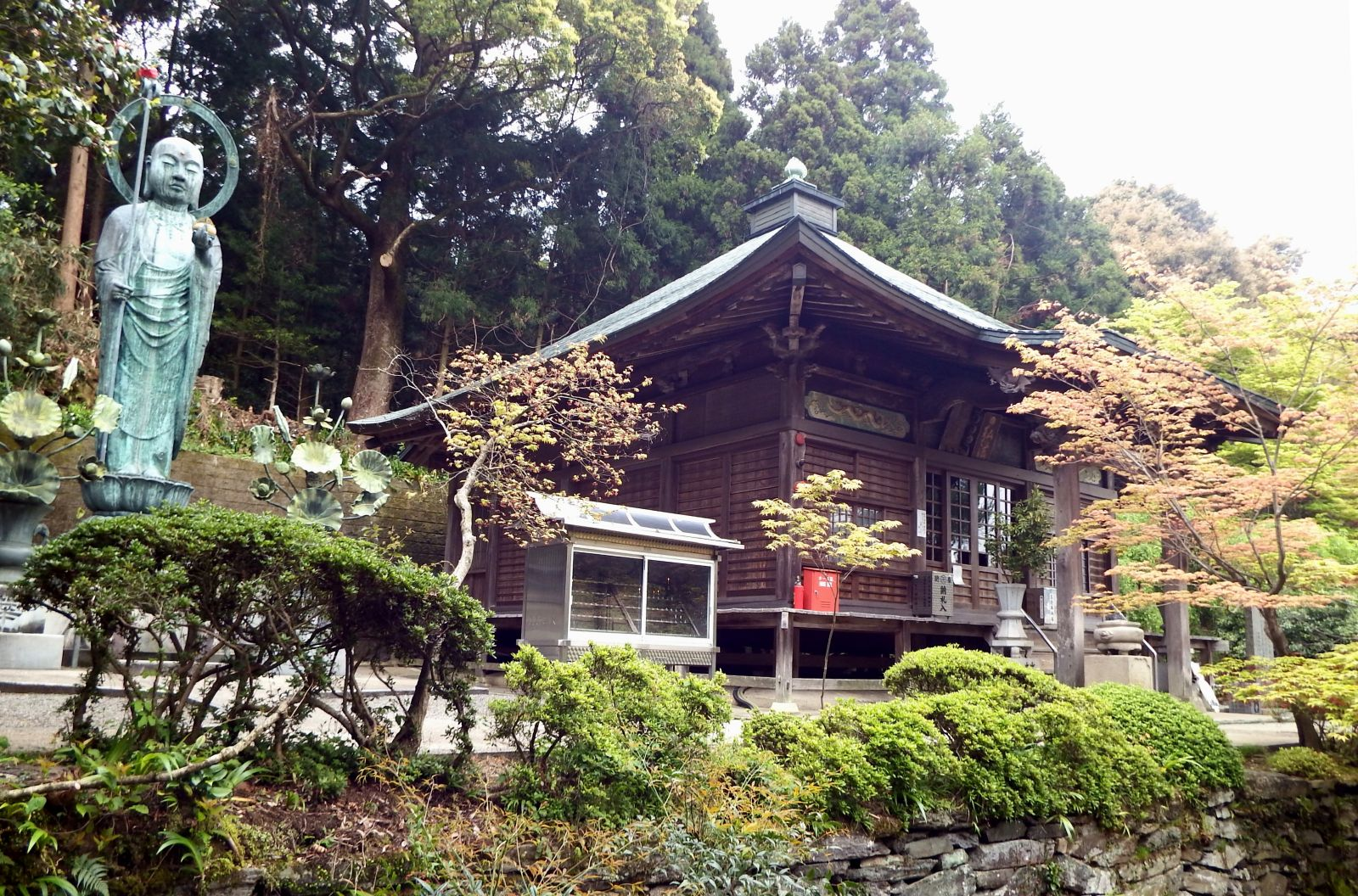
大師堂と延命地蔵菩薩

- 山門（鐘門・仁王門）：仁王像は2014年に修復から帰ってきたものである。
- 本堂：本尊厨子の両脇には胎蔵大日如来坐像と文殊菩薩坐像、さらに、不動明王立像と毘沙門天立像を安置する。
- 大師堂
- 三角の池：三角形の池の中の島に弁財天が祀られた祠がある。
- 薬師堂
- 延命地蔵菩薩：総高約7 mの青銅製の立像。昭和52年11月建立。ここに大師堂が建っていたが本堂と近く万一の際、相互の類焼を避けるために大師堂を移動した。
- 鎮守社祠：客殿の裏の山際にある。
- 庫裏・客殿
- 西国三十三観音の写し石仏
- 山桜と四季桜：樹齢約三百年といわれる山桜で4月中旬ころ境内が充満する。また、年中チラホラと咲く四季桜が遍路の間では有名で、御衣黄桜もある。
- 句碑：上記の山桜は小林一茶ゆかりの桜で寛政7年（1795年）に来訪したとき「是でこそ登りかひあり山桜」と詠んだ句碑が本堂の前に、また、近藤篤山の句碑「大杉と尊像並び時雨なり」が薬師堂の前に昭和12年10月に建てられている。

境内下の駐車場から見上げるような石段を上って釣鐘が架かる山門を入ると右に納経所があり、左に進むと右手に弁財天のある三角池や薬師堂、一番奥に本堂がある。大師堂は本堂手前の右の丘に建っている。
- 宿坊：なし
- 駐車場：40台（民営で有料、普通車で200円）、身体障害者同乗は寺に電話をすれば納経所裏まで通行可。

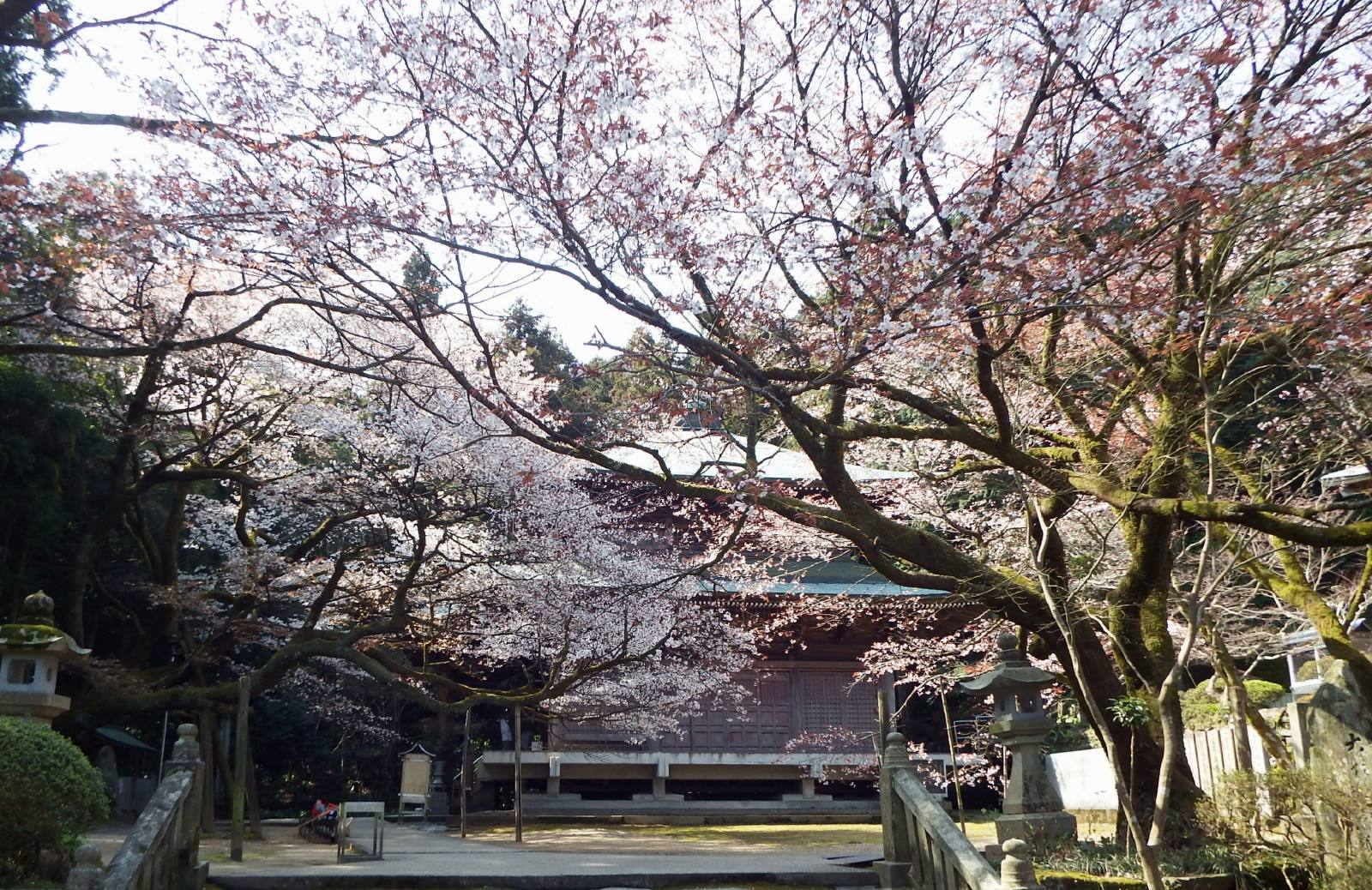
境内は桜でいっぱい
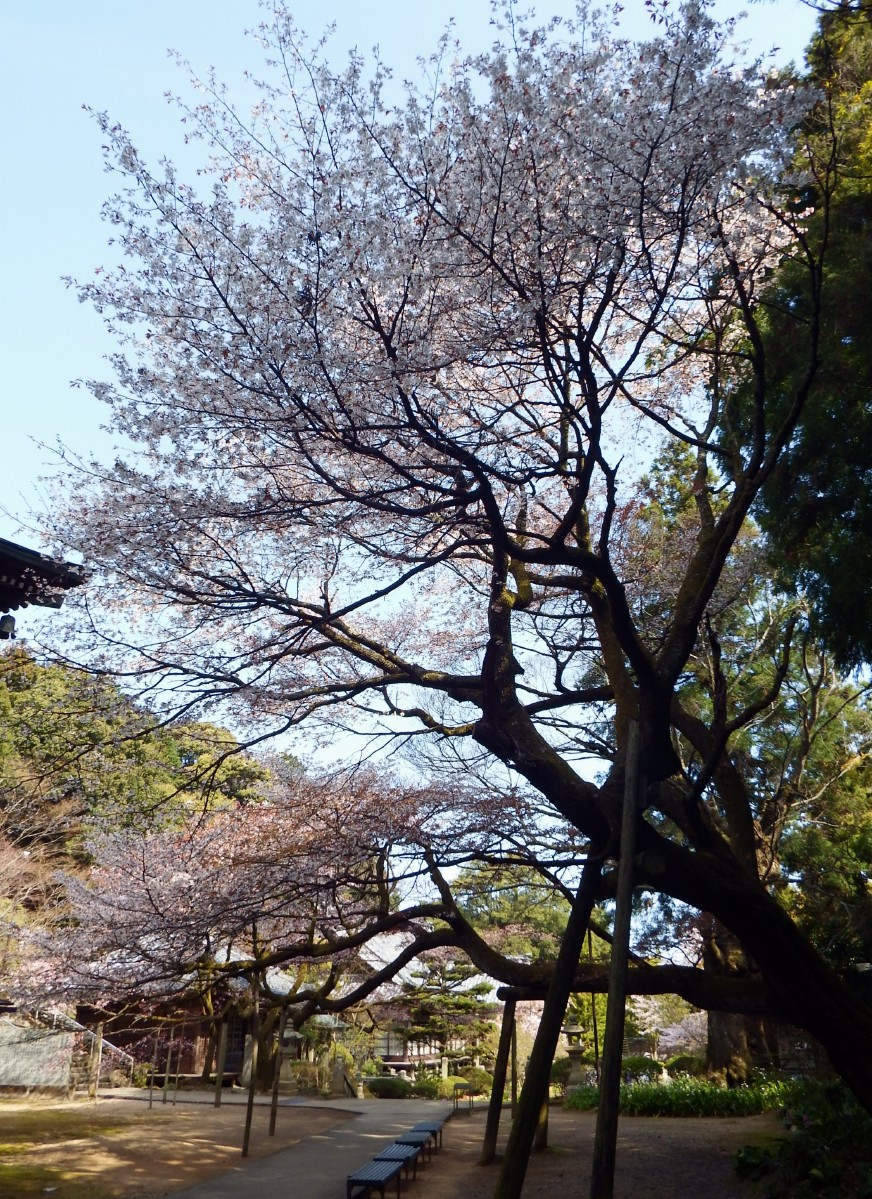
山桜
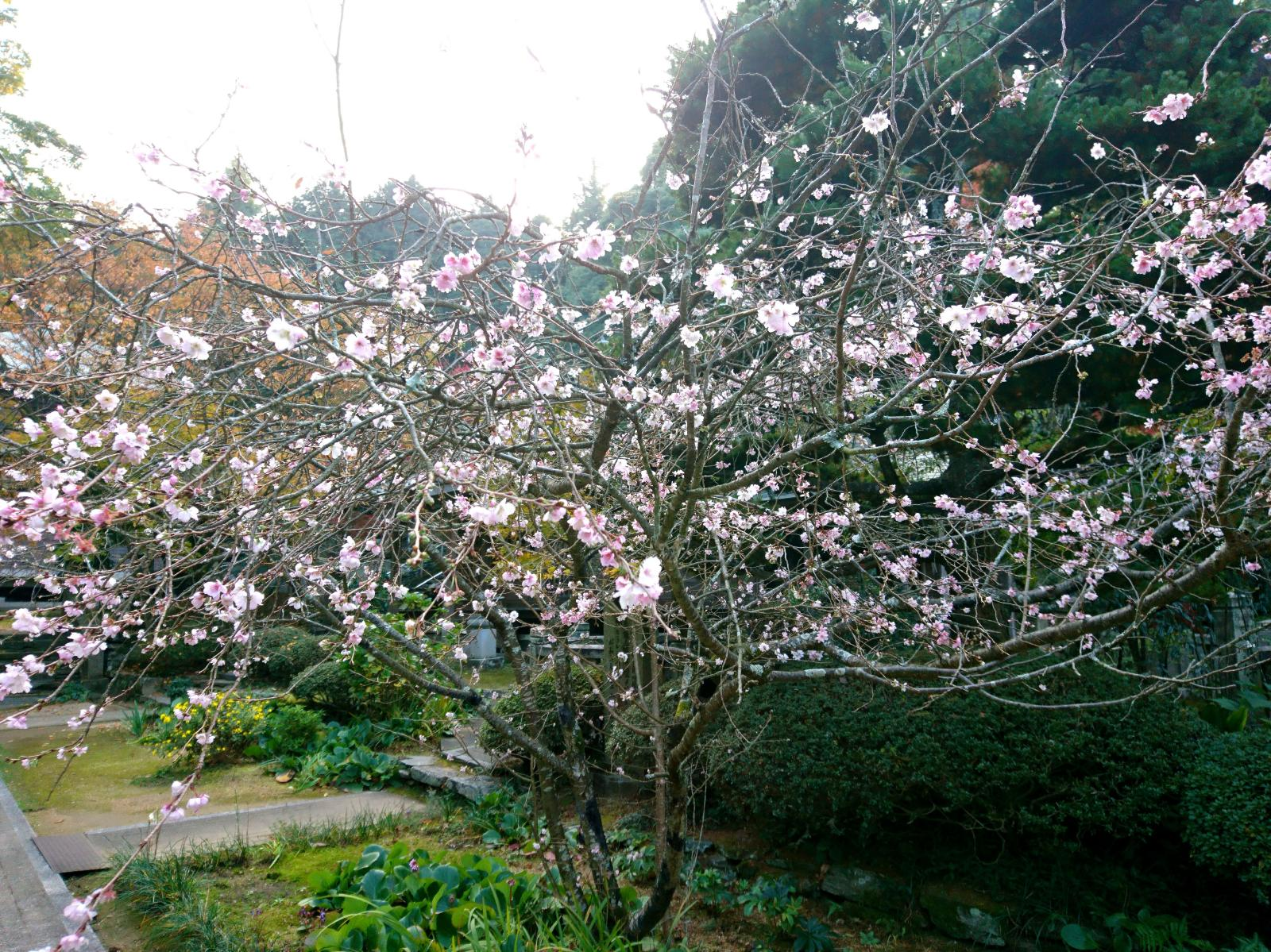
四季桜
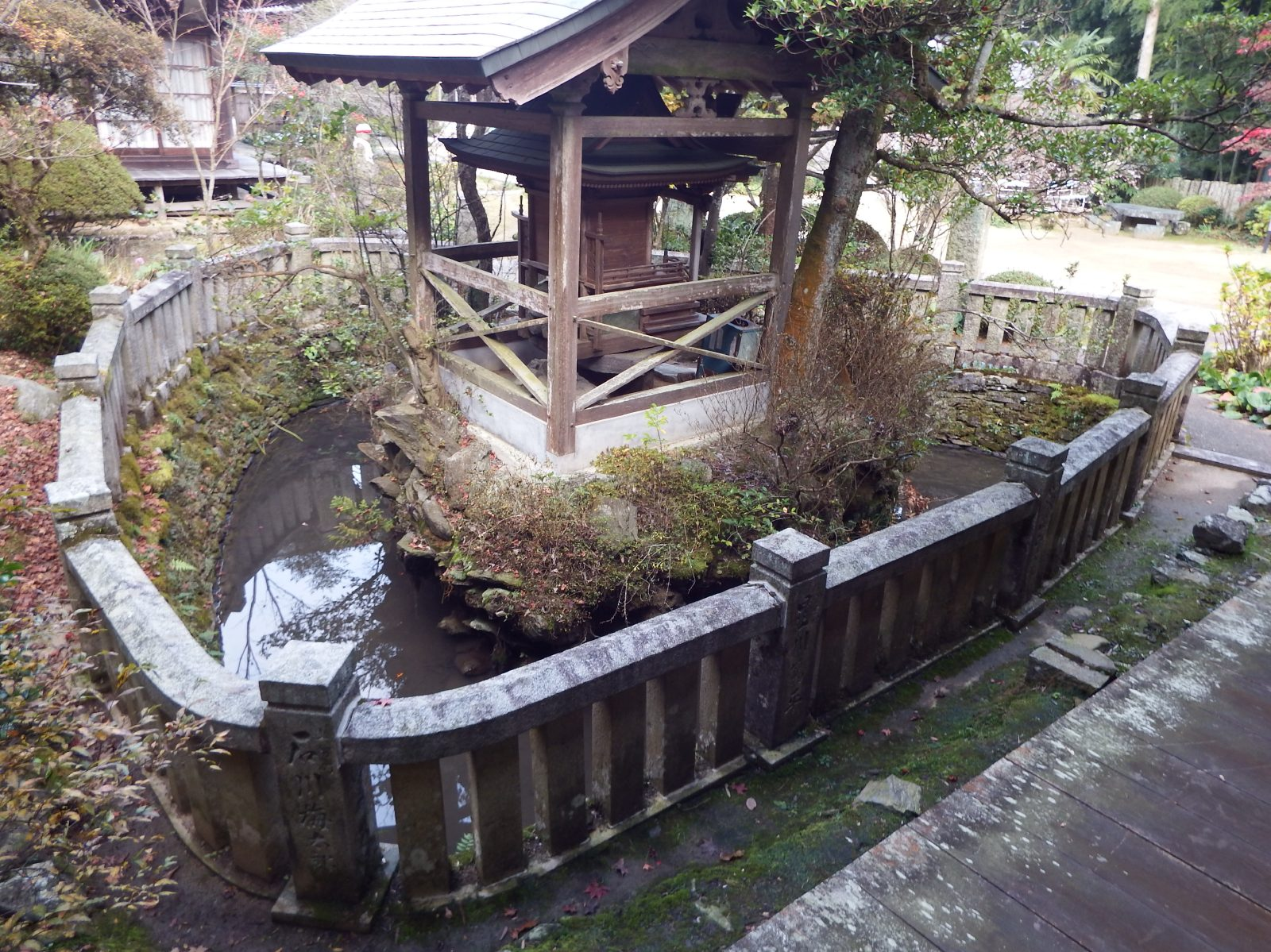
三角の池
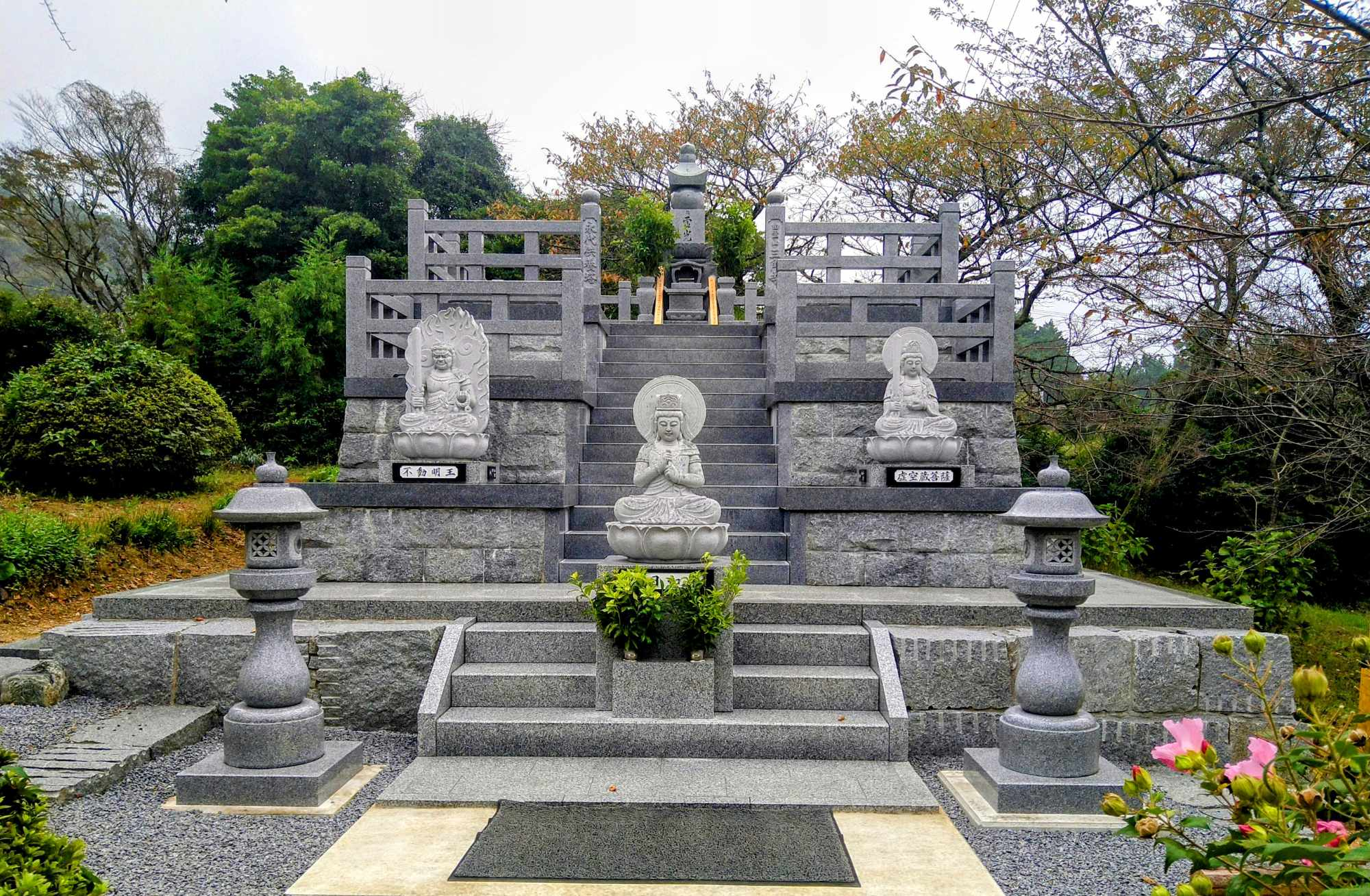
永代供養塔

## 文化財
国の史跡
- 伊予遍路道 三角寺奥之院道：当寺から仙龍寺を経て雲辺寺に至る雲辺寺道の一部で、当寺境内を出たところから4丁石までの間約3.8 km、平成29年10月13日指定[2][3][4]。

本堂の前に58丁石、地蔵峠には中務茂兵衛の通夜を勧める21丁石が左側に首のない地蔵が右側に（三角寺から2.6 km、仙龍寺から2.1 km、標高765 m）、樹齢200年の馬場の桜（エドヒガン桜、樹高20.4 m 胸高樹周6.05m 旧新宮村指定天然記念物）、8丁に不動堂、4丁に不動滝への道と直接寺への道の分岐で史跡指定はここまで。

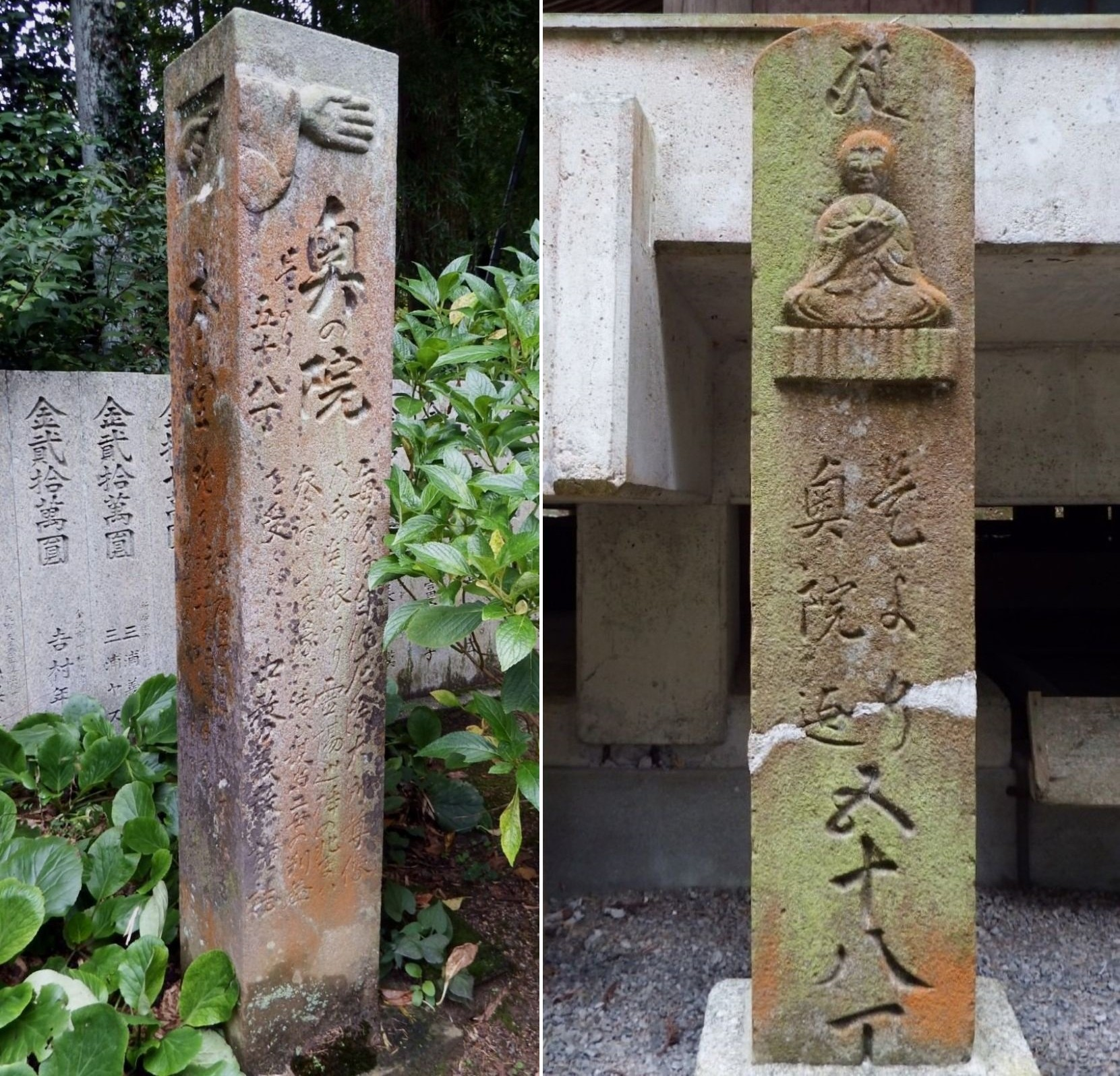
本堂の前の丁石
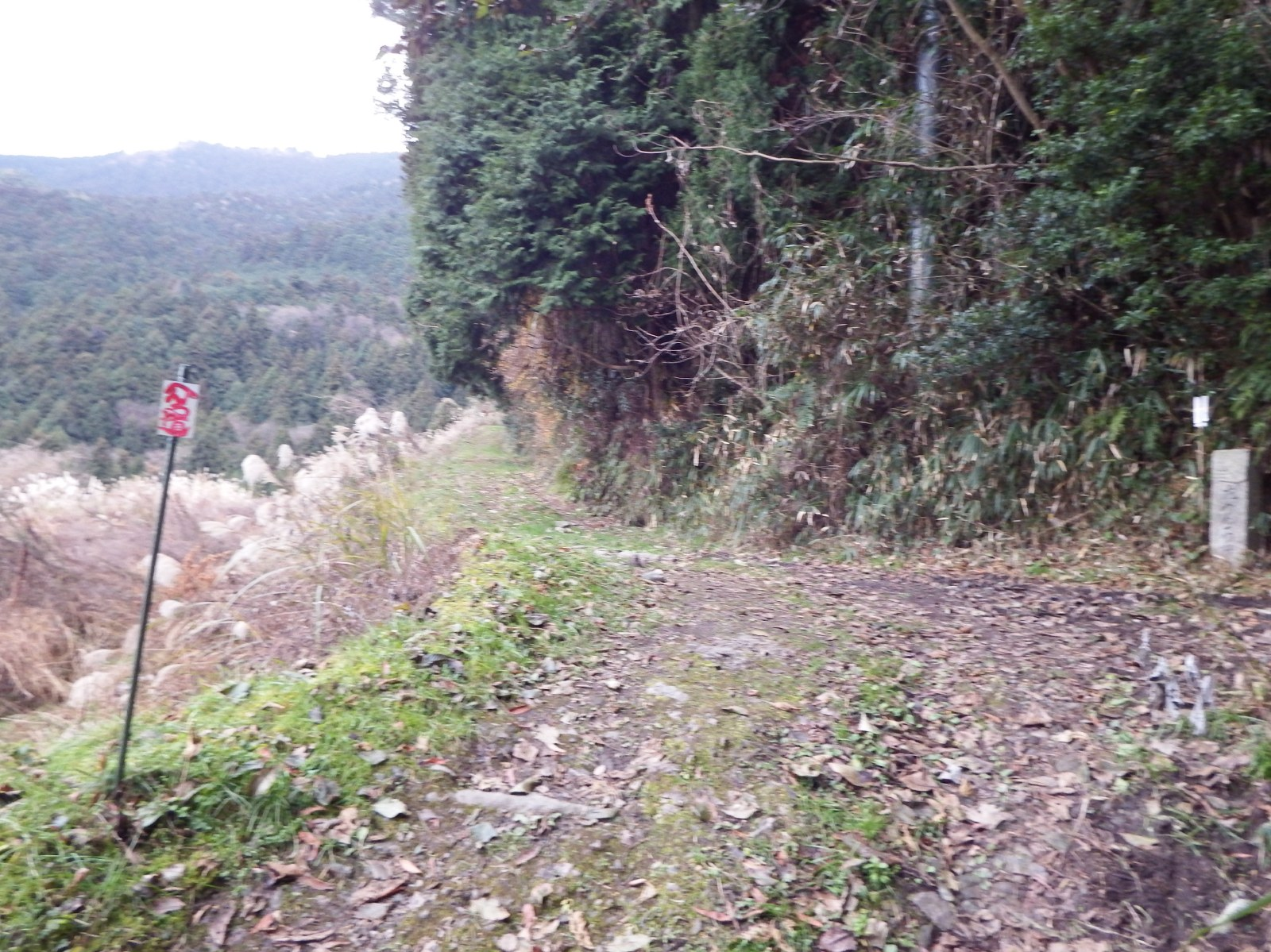
三角寺奥之院道
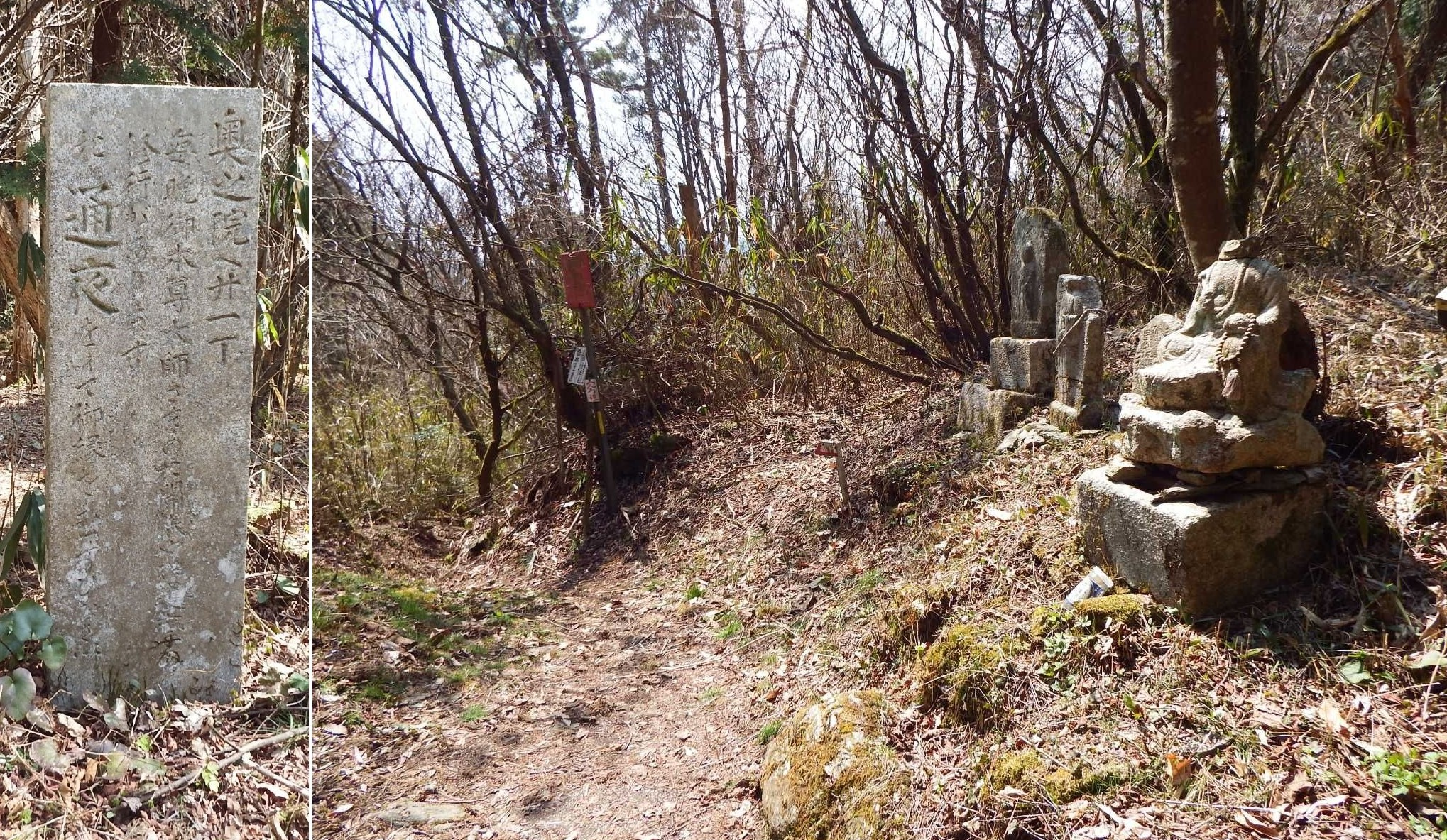
地蔵峠
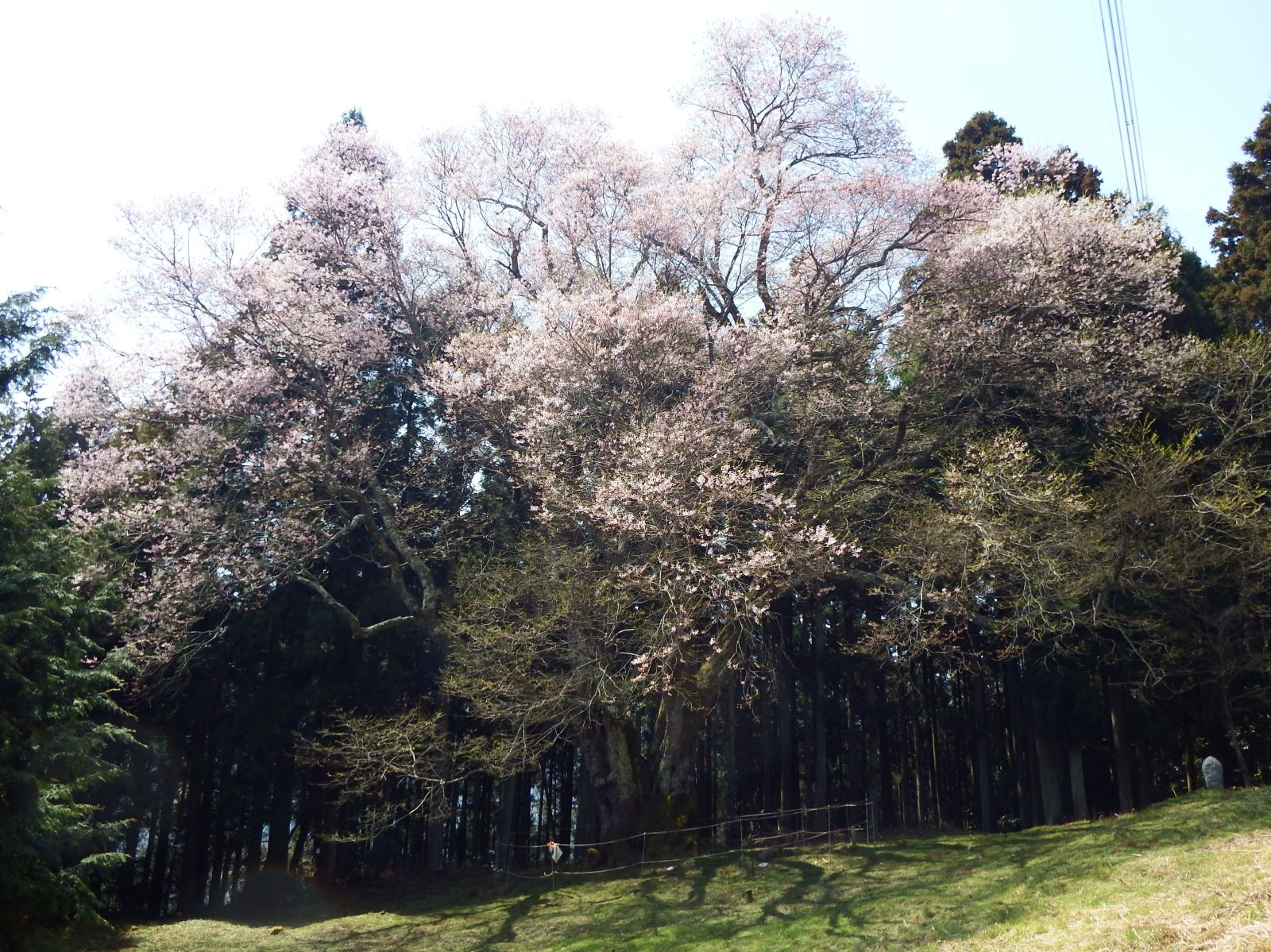
馬場の桜
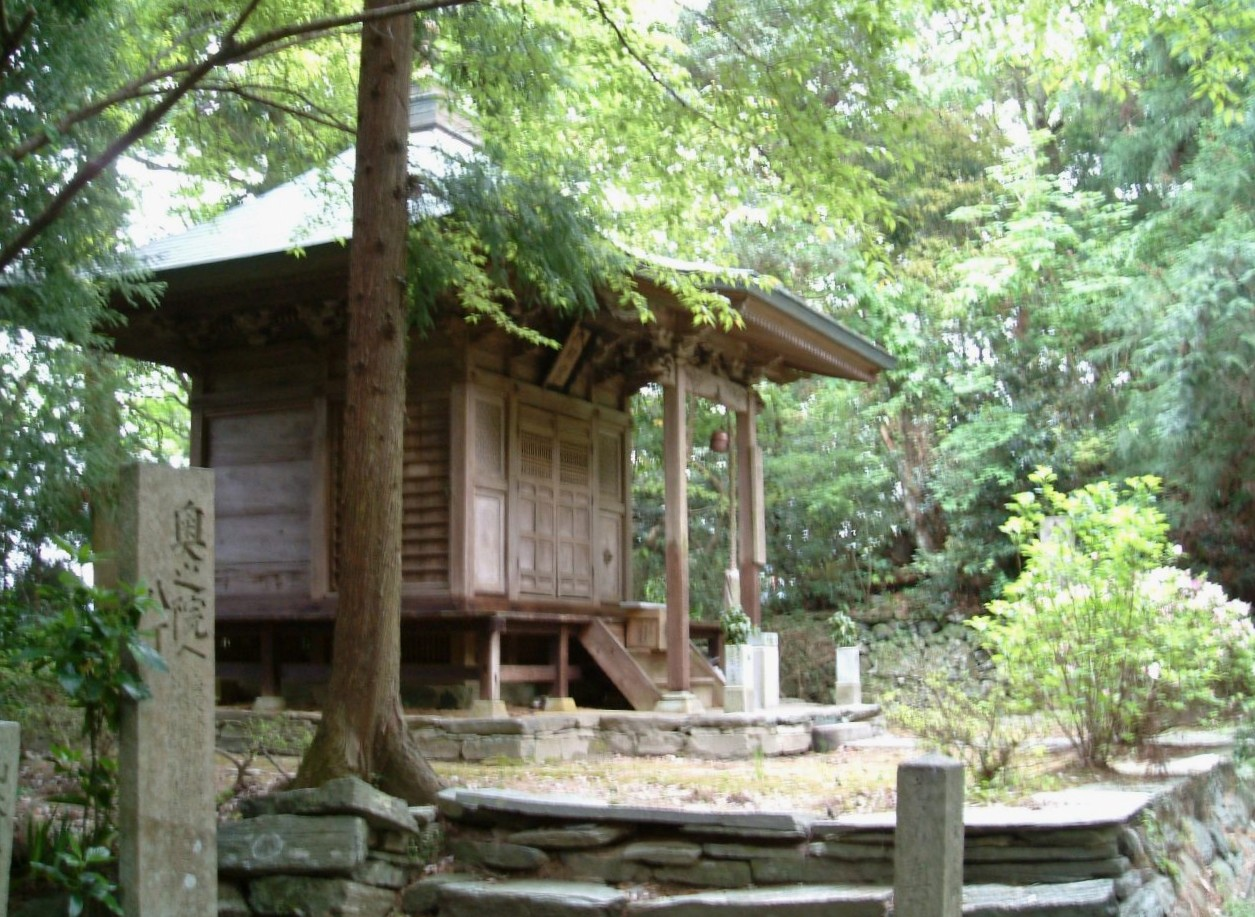
八丁目の不動堂

県指定有形文化財
- 木造十一面観世音立像：昭和40年4月2日指定[5]。

60年に一度甲子の年に開帳される厳格な秘仏で、前回の開帳は昭和59年 (1984年) だった。像高168 cm檜の一木造りで天冠の直下のみ緑青彩で髪全体は墨彩され他は漆箔が施され、顔は重厚で躰は厚く張りのある力強い感じで10世紀も早い時期に造られたもの。

## 行事
- 「諸病封じ きゅうり加持」毎年 土用丑の日（7月下旬頃）

一人につきキュウリ１本を持参。本堂で住職による加持。

## 交通案内
鉄道
- 四国旅客鉄道（JR四国）予讃線 – 川之江駅 (6.4 km)

バス
- せとうちバス 新宮行き「三角寺口」下車 (3.5 km)

道路
- 一般道：国道192号 上分町 (4.1 km)
- 自動車道：松山自動車道三島川之江IC (5.3 km)

## 奥の院
金光山 仙龍寺（四国別格二十霊場第13番札所）
かつては当寺の大師堂と見なされていた。

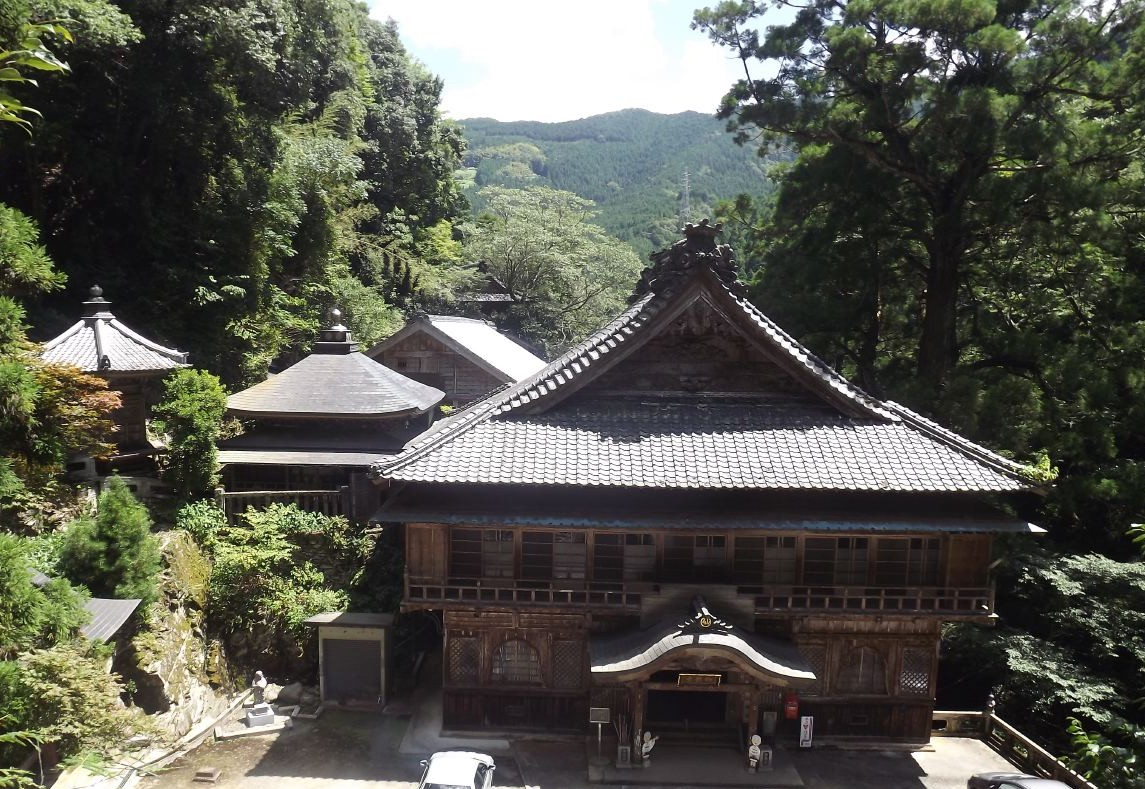
仙龍寺　本堂

- 所在地：愛媛県四国中央市新宮町馬立 （仙龍寺）

## 周辺の番外霊場

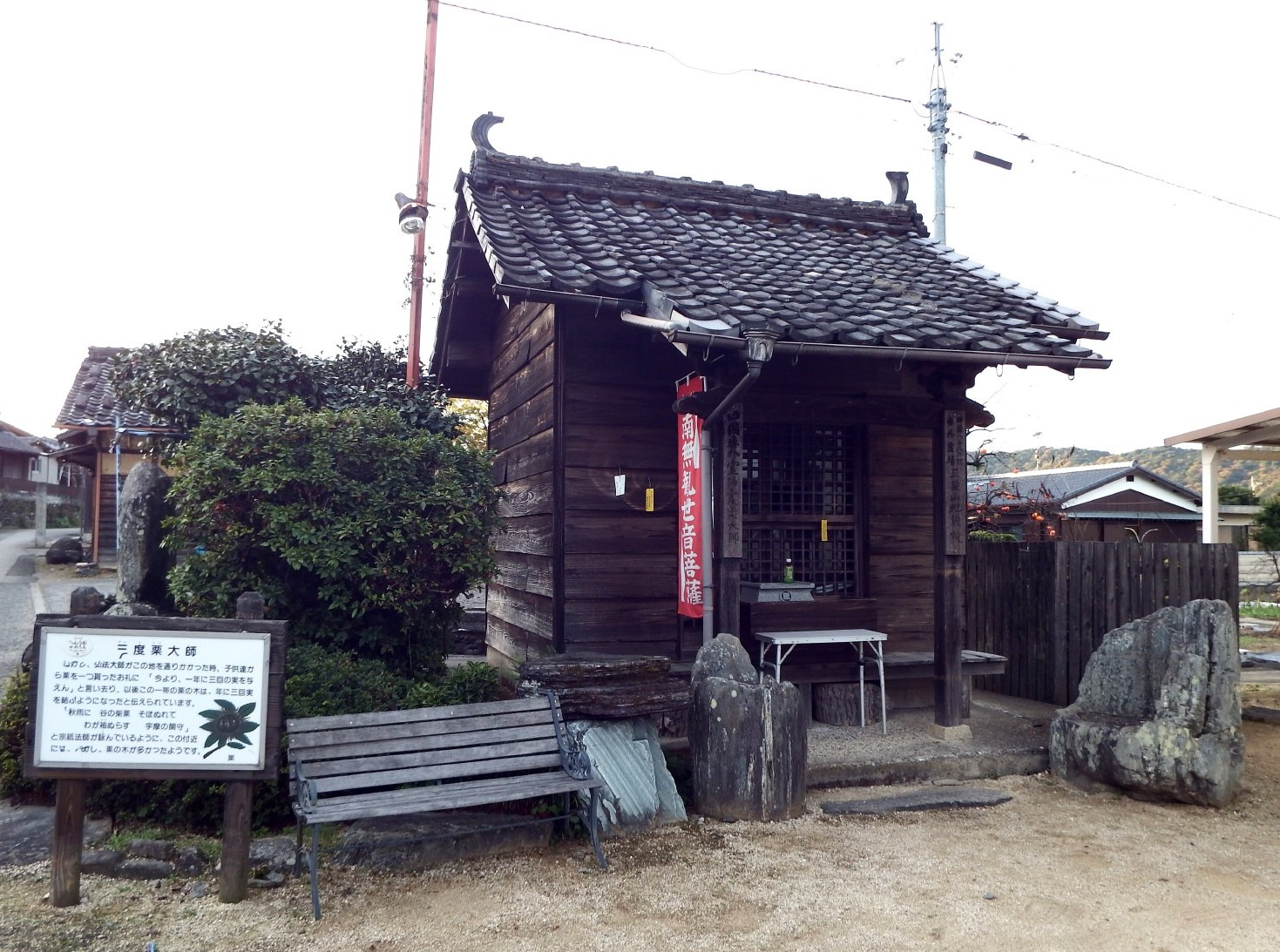
三度栗大師
弘法大師が通りかかった時、子供たちに栗を一つ貰ったお礼に年に三回実を与えようと云って去った。それ以来この辺りの栗は年に三度実をつけるようになった。その後、宗祇法師が「秋雨に 谷の柴栗 そぼぬれて わが袖ぬらす 宇摩の関守」と詠んだ。
三栗山地蔵院、本尊地蔵菩薩立像、左脇仏弘法大師。
- 所在地：愛媛県四国中央市土居町上野72（遍路道沿いの木ノ川集会所前） （三栗山地蔵院）

## 前後の札所
四国八十八箇所
64 前神寺 --(45.2 km)-- 65  三角寺 --(18.1 km)-- 66 雲辺寺